# Lista das 100 maiores vozes da música brasileira pela Rolling Stone Brasil
As 100 maiores vozes da música brasileira foi uma lista da revista Rolling Stone Brasil publicada na edição 73, em outubro de 2012, celebrando o sexto ano de circulação da revista. 100 cantores foram escolhidos por um ranking de 60 especialistas do jornalismo nacional. A edição teve duas capas com os primeiros colocados Tim Maia e Elis Regina.

## A Lista

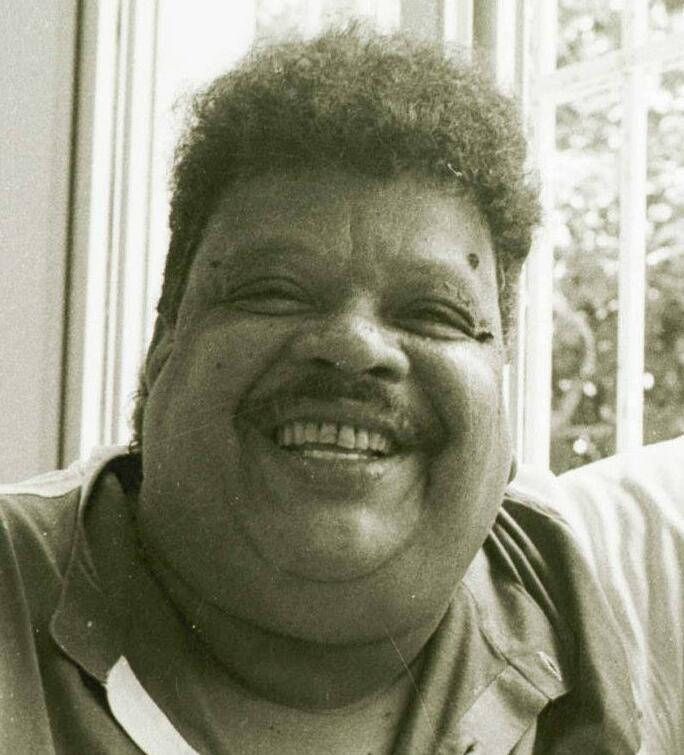
Tim Maia.

Elis Regina.

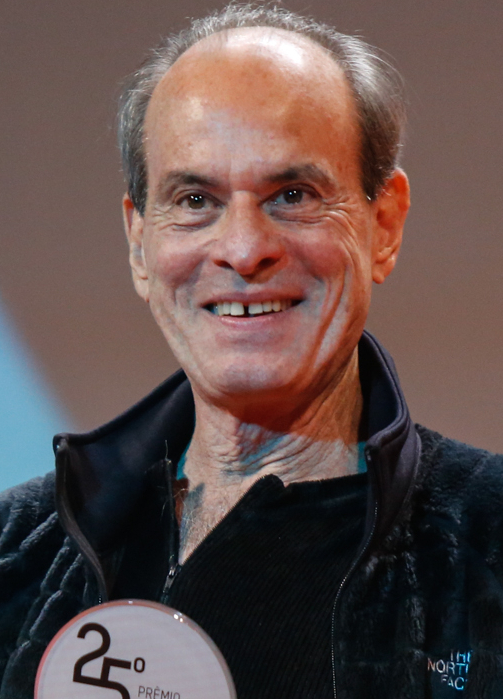
Ney Matogrosso.

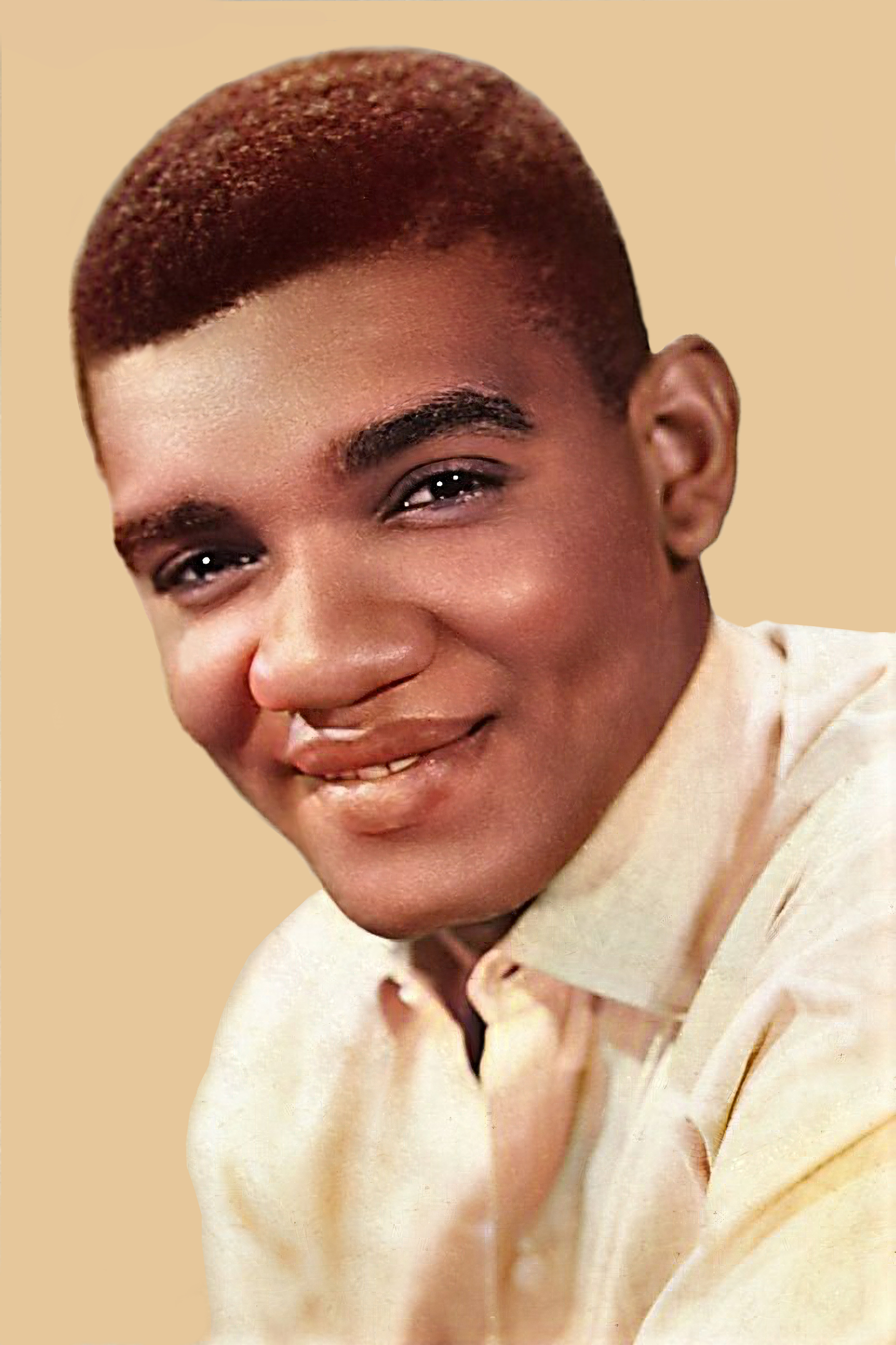
Wilson Simonal.

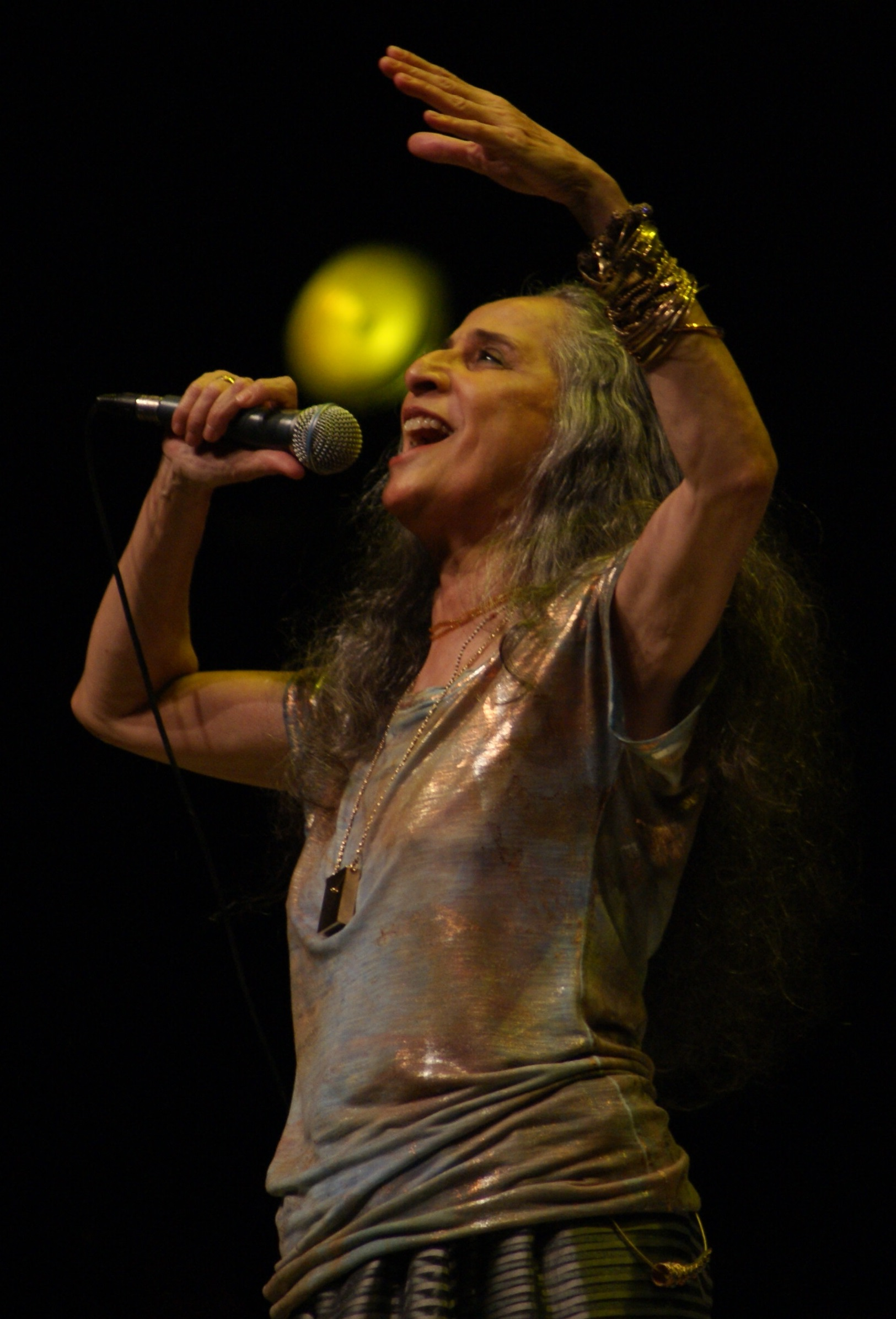
Maria Bethânia.

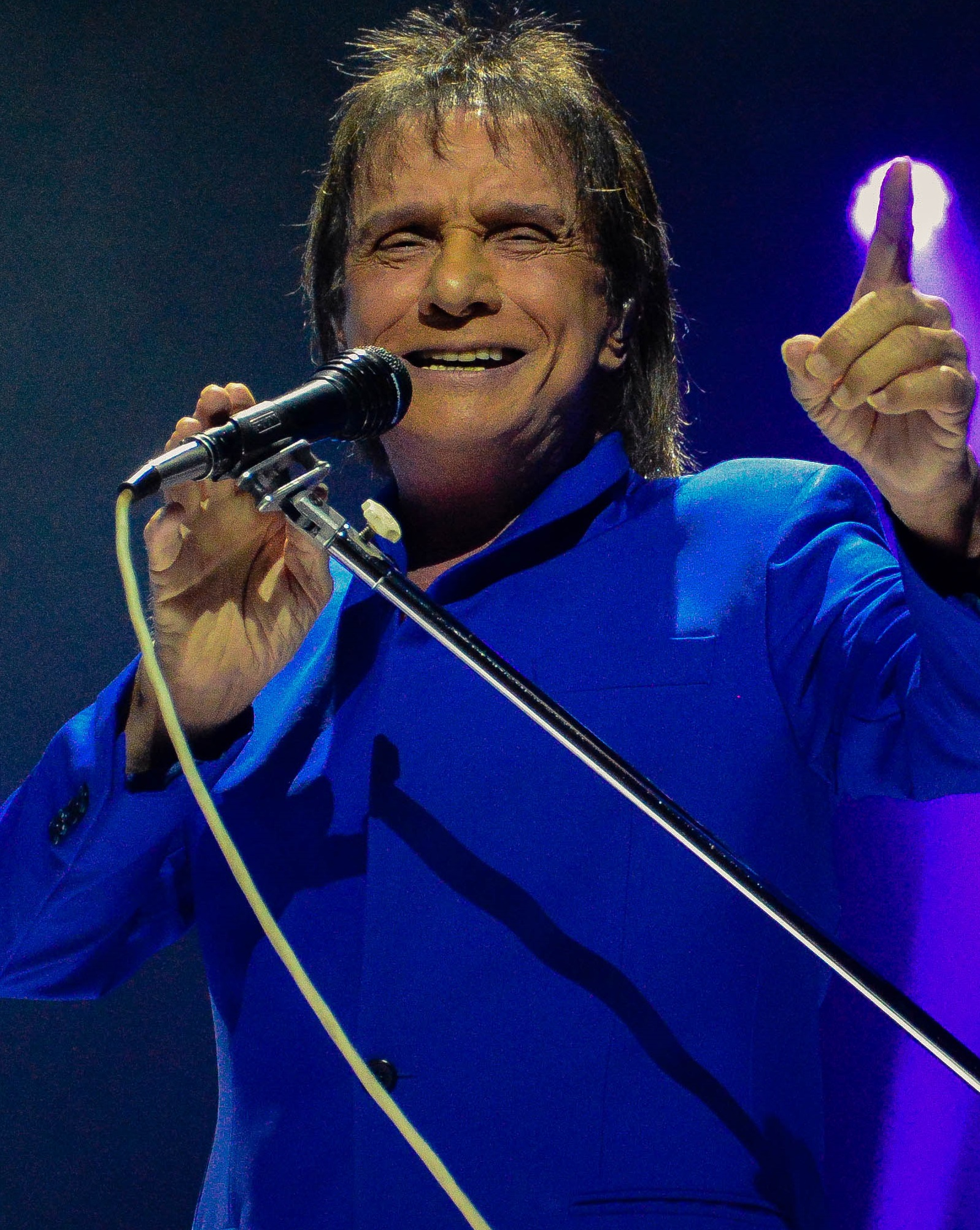
Roberto Carlos.

| #   | Artista/Intérprete                           |
| --- | -------------------------------------------- |
| 01  | Tim Maia                                     |
| 02  | Elis Regina                                  |
| 03  | Ney Matogrosso (Secos & Molhados)            |
| 04  | Wilson Simonal                               |
| 05  | Maria Bethânia                               |
| 06  | Roberto Carlos (The Sputniks)                |
| 07  | Gal Costa                                    |
| 08  | Caetano Veloso                               |
| 09  | Clara Nunes                                  |
| 10  | Milton Nascimento (Clube da Esquina)         |
| 11  | Marisa Monte (Tribalistas)                   |
| 12  | Rita Lee (Os Mutantes)                       |
| 13  | João Gilberto                                |
| 14  | Jorge Ben Jor                                |
| 15  | Carmen Miranda                               |
| 16  | Elza Soares                                  |
| 17  | Nelson Gonçalves                             |
| 18  | Cássia Eller                                 |
| 19  | Paulinho da Viola                            |
| 20  | Elizeth Cardoso                              |
| 21  | Luiz Gonzaga                                 |
| 22  | Nara Leão                                    |
| 23  | Orlando Silva                                |
| 24  | Maysa                                        |
| 25  | Gilberto Gil                                 |
| 26  | Cauby Peixoto                                |
| 27  | Luiz Melodia                                 |
| 28  | Renato Russo (Aborto Elétrico/Legião Urbana) |
| 29  | Baby do Brasil (Novos Baianos)               |
| 30  | Clementina de Jesus                          |
| 31  | Nana Caymmi                                  |
| 32  | Dalva de Oliveira                            |
| 33  | Angela Ro Ro                                 |
| 34  | Céu                                          |
| 35  | Mano Brown (Racionais MC's)                  |
| 36  | Dick Farney                                  |
| 37  | Max Cavalera (Sepultura/Soulfly)             |
| 38  | Chico Buarque                                |
| 39  | Ed Motta                                     |
| 40  | Raul Seixas                                  |
| 41  | Cazuza (Barão Vermelho)                      |
| 42  | Leny Andrade                                 |
| 43  | Zé Ramalho                                   |
| 44  | Alcione                                      |
| 45  | Angela Maria                                 |
| 46  | Emílio Santiago                              |
| 47  | Djavan                                       |
| 48  | Aracy de Almeida                             |
| 49  | Itamar Assumpção                             |
| 50  | Dolores Duran                                |
| 51  | Fernanda Takai (Pato Fu)                     |
| 52  | Cassiano                                     |
| 53  | Jair Rodrigues                               |
| 54  | Johnny Alf                                   |
| 55  | Vicente Celestino                            |
| 56  | Erasmo Carlos                                |
| 57  | Francisco Alves                              |
| 58  | Belchior                                     |
| 59  | Joyce                                        |
| 60  | Jamelão                                      |
| 61  | Tulipa Ruiz                                  |
| 62  | Tânia Maria                                  |
| 63  | João Bosco                                   |
| 64  | Pery Ribeiro                                 |
| 65  | Astrud Gilberto                              |
| 66  | Bezerra da Silva                             |
| 67  | Beth Carvalho                                |
| 68  | Fagner                                       |
| 69  | Silvio Caldas                                |
| 70  | Ná Ozzetti (Grupo Rumo)                      |
| 71  | Celly Campelo                                |
| 72  | Dona Ivone Lara                              |
| 73  | Jane Duboc (Bacamarte)                       |
| 74  | Marina Lima                                  |
| 75  | Gonzaguinha                                  |
| 76  | Inezita Barroso                              |
| 77  | Andre Matos (Viper/Angra/Shaman)             |
| 78  | Dorival Caymmi                               |
| 79  | Evinha (Trio Esperança)                      |
| 80  | Miúcha                                       |
| 81  | Sandra de Sá                                 |
| 82  | Martinho da Vila                             |
| 83  | Maria Alcina                                 |
| 84  | Zélia Duncan                                 |
| 85  | Elba Ramalho                                 |
| 86  | Marcos Valle                                 |
| 87  | Wanderléa                                    |
| 88  | Jards Macalé                                 |
| 89  | Mário Reis                                   |
| 90  | João Nogueira                                |
| 91  | Ivan Lins                                    |
| 92  | Vanusa                                       |
| 93  | João Gordo (Ratos de Porão)                  |
| 94  | Fafá de Belém                                |
| 95  | Seu Jorge                                    |
| 96  | Lúcio Alves                                  |
| 97  | Lobão (Vímana/Blitz)                         |
| 98  | Moraes Moreira (Novos Baianos)               |
| 99  | Samuel Rosa (Skank)                          |
| 100 | Ivete Sangalo (Banda Eva)                    |

## Autores destacados de perfil
Dentre os cem perfis da revista, dezesseis tiveram autoria de músicos, com apenas quatro - Maria Rita, Max de Castro, (ambos filhos dos artistas sobre os quais escreveram) Marcelo Jeneci e Criolo - não sendo igualmente membros da lista.
- Tim Maia (1º): Seu Jorge (95º)
- Elis Regina (2º): Maria Rita
- Ney Matogrosso (3º): Rita Lee (12º)
- Wilson Simonal (4º): Max de Castro
- Maria Bethânia (5º): Caetano Veloso (8º)
- Roberto Carlos (6º): Marcelo Jeneci
- Gal Costa (7º): Tulipa Ruiz (61º)
- Caetano Veloso (8º): Ney Matogrosso (3º)
- Clara Nunes (9º): Paulinho da Viola (19º)
- Milton Nascimento (10º): Samuel Rosa  (99º)
- Marisa Monte  (11º): Gal Costa  (7º)
- Elza Soares  (16º): Jair Rodrigues (53º)
- Nara Leão  (22º): Fernanda Takai (51º)
- Baby do Brasil  (29º): Céu  (34º)
- Mano Brown  (35º): Criolo
- Raul Seixas  (40º): Zé Ramalho (43º)